# Oar mortuaria
Oar mortuaria là một loài bướm đêm trong họ Geometridae.